# اسکنبیل (سرده)
اسکنبیل (نام علمی: Calligonum) نام یک سرده از تیره هفت‌بندیان است.